# 李幼武
李幼武，字士英，南宋吉州廬陵（今江西吉安）人。為趙崇硂外孫。理宗時，曾依朱熹之例續輯《皇朝名臣言行續錄》、《四朝名臣言行錄》、《皇朝道學名臣言行錄》，主要收入南宋開國以來重要人物，為朱熹《八朝名臣言行錄》之後的續輯。景定間以李衡校正本《五朝名臣言行錄》、《三朝名臣言行錄》連同自輯三種著作合刻，書成名為《皇朝名臣言行錄》，後世稱為《宋名臣言行錄》。

## 註解
1. ↑  此人為《皇朝名臣言行續錄》寫序。
2. ↑  亦有收入一些北宋時期的人物。